# Uscire di scena
Uscire di scena è il primo EP del cantautore e rapper italiano Franco126, pubblicato il 21 gennaio 2022 dalla Universal.

## Descrizione
Annunciato il 10 gennaio 2022 e anticipato dal singolo Fuoriprogramma, il disco si compone di quattro brani, rimasti fuori dall'album Multisala.

## Tracce
1. Fuoriprogramma – 3:00
2. Scandalo – 3:59
3. Solo al mondo – 3:20
4. Uscire di scena – 3:17